# Staten Island Ferry
Staten Island Ferry er en gratis passagerfærgerute (medtager ikke køretøjer), bestående af ni færger, der sejler de 8,3 km mellem St. George Ferry Terminal på Staten Island og Whitehall Terminal på Lower Manhattan på ca. 25 minutter.
Man anlagde en færgerute fra Staten Island til Bay Ridge, Brooklyn i 1740 og i 1747 lavede man en færgerute til New York og man begyndte på den nuværende rute fra St. George 23. februar 1886. Byen overtog ruten i 25. oktober 1905 og har 22 millioner passagerer om året.